# Тихорєцький район
Тихорєцький район розташований на степовій Прикубанський рівнині в північно-східній частині Краснодарського краю.
Клімат помірно континентальний, середня температура повітря в січні — 4,2, в липні +23,2.
Район піднімається над рівнем моря в середньому на 80 метрів на вододілах і на 40 метрів в долинах річок. Рельєф представлений вододілами, горбами, долинами, великими балками, улоговинами, степовими блюдцями, промоїнами.
На невеликій глибині майже по всьому району є цегляні і гончарні глини, керамзитова сировина, суглинки і пісок.
Через Тихорєцький район проходять найважливіші залізничні і автомобільні магістралі республіканського і крайового значення — на Краснодар, Ростов-на-Дону, Ставрополь, від яких районний центр Тихорєцьк знаходиться приблизно на однаковій відстані в 140—150 км.
У районі вирощують в основному пшеницю, кукурудзу, ячмінь, зернобобові і кормові культури. З технічних культур займаються обробкою цукрового буряка, соняшнику і сої. Валова продукція сільського господарства у всіх категоріях господарств за 2004 рік склала 2,6 млрд рублів.
З промислових підприємств в районі є: цукровий комбінат, цегляні заводи, два елеватори.

## Адміністративний поділ
Територія Тихорєцького района' складається з 1 міського і 12 сільських поселень:
| Назва МУ                                 | Населення (осіб) | Центр МУ                      | Населені пункти |
| ---------------------------------------- | ---------------- | ----------------------------- | --- |
| Алексіївське сільське поселення          | 7 388            | станиця Алексіївська          | селище Кирпичний, станиця Краснооктябрська, х. Красний Партизан, х. Москальчук, станиця Новоархангельська, селище Овощной, Пригородний, х. Школьний |
| Архангельське сільське поселення         | 9 057            | станиця Архангельська         | |
| Братське сільське поселення              | 2 873            | селище Братський              | х. Западний, х. Красний Борець, х. Латиши, х. Ленінське Возрождєніє, селище Мирний, х. Совєтський, х. Южний                                         |
| Єремізино-Борисівське сільське поселення | 2 873            | станиця Єремізино-Борисівська | х. Український |
| Круте сільське поселення                 | 749              | селище Крутий                 | |
| Новорождественське сільське поселення    | 7 014            | станиця Новорождественська    | селище Челбас |
| Отрадненське сільське поселення          | 1 940            | станиця Отрадна               | |
| Парковське сільське поселення            | 8 873            | селище Парковий               | х. Атаманка, селище Ачкасово, Восточний, Западний, Зелений, Полєвой, Садовий, Степний, Урожайний, Шоссейний                                         |
| Тернівське сільське поселення            | 6 808            | станиця Тернівська            | селище Вперед, станиця Новороманівська, Порошинська                                                                                                 |
| Тихорєцьке міське поселення              | 65 026           | місто Тихорєцьк               | селище Каменний, рзд. Тихонький |
| Фастівецьке сільське поселення           | 8 892            | станиця Фастівецька           | х. Криниця, х. Тихонький |
| Хоперське сільське поселення             | 2 476            | станиця Хоперська             | х. Карасев, х. Красний, х. Культура, х. Ленінський, х. Нехворощанський, х. Привольний, х. Федоренко, х. Челбас, х. Чкалов                           |
| Юго-Сєверне сільське поселення           |                  | станиця Юго-Сєверна           | х. Більшовик, х. Казаче-Борисівський, селище Малоросійський, Усть-Джигутинівка                                                                      |

## Ресурси Інтернет
- Офіційний сайт района
- Тихорєцький район на порталі виконавчих органів влади краю